# Candidature en 1967 des députés français de la 2e législature

Liste des candidatures en 1967 des députés français de la 2e législature de la Cinquième République et d'une éventuelle candidature à leur réélection lors des élections législatives des 5 et 12 mars 1967. Les députés en fonction sont présentés au moment du scrutin et de la fin de la mandature. L'année indiquée est celle de leur première élection à l'Assemblée nationale, les mandats pouvant cependant ne pas avoir été continus. 
Concernant la Convention des institutions républicaines (CIR), la Section française de l'Internationale ouvrière (SFIO) et le Parti Radical, les députés sortants se représentent dans les circonscriptions où ils avaient obtenu plus de 20 % des suffrages en 1962. Les gaullistes obtiennent 15 sièges par victoire de leurs députés sortants et en perdent 56 par défaite de leurs députés sortants. 